# Roger Lenglet
 (avril 2020).
Si vous disposez d'ouvrages ou d'articles de référence ou si vous connaissez des sites web de qualité traitant du thème abordé ici, merci de compléter l'article en donnant les références utiles à sa vérifiabilité et en les liant à la section « Notes et références ».
Pour les articles homonymes, voir Lenglet.
Roger Lenglet, né le 31 mars 1956 à Paris, est un philosophe et un journaliste d'investigation français.

## Œuvre
Chargé de cours à l’Université Paris XII, il décide en 1996 de quitter l’enseignement pour se consacrer entièrement à ses ouvrages de philosophie et d’investigation.
Il est l'auteur d'ouvrages d'épistémologie et de philosophie esthétique, ainsi que d'enquêtes sur les pratiques de lobbying et d'influence s'exerçant dans le domaine de la santé, des marchés publics et des relations entre le monde politique et les milieux industriels et financiers.
Il publie notamment Le griffonnage - Esthétique des gestes machinaux (1993), Les ignorances des savants (1996), L'affaire de l'amiante (1996) et Lobbying et santé - Comment certains industriels font pression contre l'intérêt général (2009).
Il publie également des articles pour Charlie Hebdo de 1996 à 2009 sur les problèmes de santé publique et de pollutions cachées. Il est élu à la Société française d'histoire de la médecine en 2009,. De 2001 à 2010, il dirige la collection « Librio-santé » aux éditions J'ai lu, et les collections « Jeunesse santé » et « Polar Santé » éditées par la Mutualité française.

## Publications récentes
- 1998 : Des lobbies contre la santé, Syros-Mutualité française, avec Bernard Topuz.
- 2000 : La France toxique - Santé et environnement, La Découverte, avec André Aschieri.
- 2006 : L'eau des multinationales - Les vérités inavouables, Fayard, avec J.-L. Touly.
- 2007 : Profession corrupteur - La France de la corruption, éditions Jean-Claude Gawsewitch.  (ISBN 978-2-35013-091-0)
- 2009 : Lobbying et Santé - Comment certains industriels font pression contre l'intérêt général, éditions Pascal-Mutualité française.  (ISBN 978-2-35019-036-5)
- 2013 : Lanceurs d'alerte : les experts militants en santé et en environnement, L'État du monde, La Découverte  (ISBN 978-2-7071-7356-0)
- 2013 : 24H sous influences - Comment on nous tue jour après jour, éditions François Bourin[5]. (ISBN 2849413771)
- 2014 : Nanotoxiques, une enquête, Actes Sud[6],[7] (ISBN 978-2330030346)
- 2015 : Anna Sagna Frizzoni, éditions Les Quinconces-L'espal, théâtres du Mans.
- 2017 : Les Crapules de la République, avec Jean-Luc Touly, éditions First.  (ISBN 978-2-412-02500-0)
- 2018 : L'Art de lancer une alerte - Stratégies, précautions, enseignements, co-auteure Isabelle Badoureaux, préface de José Bové, entretien avec Marie-Christine Blandin, éditions Yves Michel.  (ISBN 978-2364291201)
- 2018 : Le Livre noir de l'amiante. 50 000 procès gagnés... Mais le scandale continue, éditions L'Archipel[8],[9]
- 2019 : Psychotropes et tueries de masse, éditions Actes Sud.
- 2020 : Les Requins de la fin de vie - Ehpad, tutelles, pompes funèbres, notaires..., avec Jean-Luc Touly, éditions Michel Lafon.
- 2021 : La lecture, une véritable thérapie ?, Alternative Santé, no 92.
- 2023 : La curiosité est bonne pour la santé, Alternative Santé, no 110.
- 2025 : A quoi servent nos rêves ?, Alternative Santé, n° 131.